# Maszkovszkaja metróvonal
A Maskoŭskaja metróvonal (belaruszul: Маскоўская; oroszul: Московская; magyarul: Moszkvai) egy minszki metrójárat. A metró 1984-ben lett megnyitva 8 állomással, amely mára 14 állomásra bővült. A metróvonal keresztezi a várost, északkeletről délnyugatra, 19,1 km hosszon.

## Idővonal
| Szakasz                         | Dátum              |
| ------------------------------- | ------------------ |
| Instytut Kuĺtury – Maskoŭskaja  | 1984. június 26.   |
| Maskoŭskaja – Uschod            | 1986. december 30. |
| Uschod – Uručča                 | 2007. november 7.  |
| Institut Kuĺtury – Piatroŭščyna | 2012. november 7.  |
| Piatroŭščyna – Malinaŭka        | 2014. június 3.    |

## Átszállás
- Kastryčnickaja – Avtazavodszkaja

## Fordítás
- Ez a szócikk részben vagy egészben  a   Maskoŭskaja Line című angol Wikipédia-szócikk ezen változatának fordításán alapul.  Az eredeti cikk szerkesztőit annak laptörténete sorolja fel. Ez a jelzés csupán a megfogalmazás eredetét és a szerzői jogokat jelzi, nem szolgál a cikkben szereplő információk forrásmegjelöléseként.